# Ikšķile (novads)
Ikšķile (łot.: Ikšķiles novads) – jeden z łotewskich novadsów, funkcjonujący w latach 2009–2021.

## Historia
Novads powstało na terenach należących przed 2009 do rejonu Ogre.
W skład novadsu wchodziło miasto Ikšķile oraz pagasts Tīnūži. Jego stolicą zostało miasto Ikšķile.
Zlikwidowany w ramach reformy administracyjnej 30 czerwca 2021. Wszedł w całości w skład nowego novadsu Ogre.